# North American Aviation
La North American Aviation è stata una delle più grandi aziende del settore aerospaziale degli Stati Uniti, che ha prodotto numerosi aeromobili storici, inclusi l'addestratore T-6 Texan, il caccia P-51 Mustang, il bombardiere B-25 Mitchell, il caccia F-86 Sabre, il bombardiere sperimentale da Mach 3 XB-70 Valkyrie, l'aereo sperimentale a razzo X-15, oltre ad aver partecipato massicciamente al programma Apollo con la costruzione del modulo di comando e servizi, al secondo stadio del razzo Saturn V, allo Space Shuttle e al B-1 Lancer. Dopo una serie di fusioni e vendite, la North American Aviation è stata inglobata dalla Boeing.

## Storia

### Primi anni
Clement Melville Keys fondò la North American Aviation il 6 dicembre 1928, strutturata come holding che acquisiva e vendeva partecipazioni in varie compagnie aeree e industrie del campo aeronautico. In seguito allo scandalo scoppiato nel 1930 sulla gestione del servizio di posta aerea, la legislazione che ne derivò (l'Air Mail Act del 1934) impose lo smembramento di queste holding aeronautiche. La North American, guidata da James H. Kindelberger, proveniente dalla Douglas Aircraft Company, mantenne la proprietà della Eastern Air Lines fino al 1938., ma acquisì dalla General Motors Corporation la General Aviation mantenendo inalterata la propria ragione sociale.
Kindelberger trasferì il quartier generale della compagnia nella California del sud, il che permise un'attività di prove di volo durante tutto l'arco dell'anno, e decise di concentrare l'attività aziendale nella progettazione di addestratori. I primi velivoli prodotti furono l'aereo da osservazione North American GA-15 e l'addestratore GA-16, seguiti dal North American O-47 e dal North American BT-9.

### Seconda Guerra Mondiale

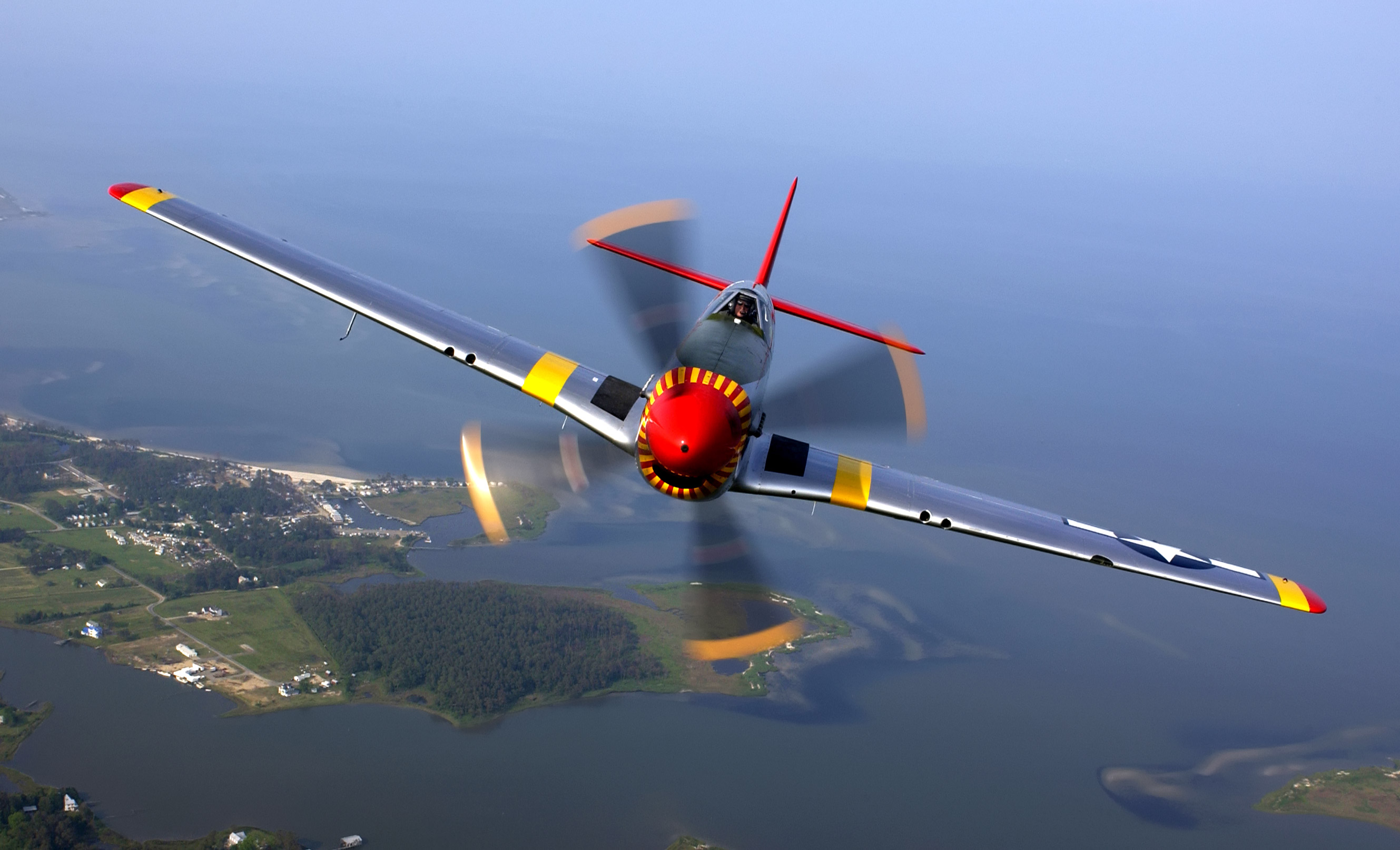
Il North American P-51 Mustang.

Il BC-1 del 1937 (basato sul GA-16) fu il primo aereo da combattimento della North American. Nel 1940, come gli altri costruttori, la North American si preparò per la massiccia richiesta di aeroplani da guerra aprendo fabbriche a Columbus in Ohio, a Dallas in Texas, e a Kansas City (Kansas).
Il successore del BT-9 fu l'addestratore T-6 Texan, di cui vennero costruiti 17.000 esemplari, rendendolo l'addestratore più usato in assoluto. Il bombardiere bimotore B-25 Mitchell si conquistò buona gloria durante il cosiddetto Doolittle Raid, oltre ad essere stato dispiegato su più fronti. Il P-51 Mustang fu inizialmente prodotto per la Gran Bretagna in alternativa al Curtiss P-40. Il suo derivato (A-36 Apache) fu sviluppato come aereo da attacco al suolo e bombardiere in picchiata. La RAF suggerì alla North American di cambiare il motore Allison originariamente installato sul P-51 con il Rolls-Royce Merlin. Questo fu uno degli eventi più significativi nel panorama dell'aviazione militare durante la seconda guerra mondiale e trasformò il P-51 in quello che viene considerato il miglior caccia statunitense della guerra.

### Dopoguerra
Dopo la guerra, i dipendenti della North American crollarono da 91.000 unità alle 5.000 del 1946. Il giorno della resa del Giappone, la North American aveva ordini per 8.000 velivoli da parte del governo degli Stati Uniti. Pochi mesi dopo gli ordini si erano ridotti a 24 aerei.
Due anni dopo, nel 1948, la General Motors tolse lo status di società per azioni alla NAA. Nondimeno essa continuò a progettare nuovi modelli, incluso l'addestratore e aereo da combattimento T-28 Trojan, il curioso F-82 Twin Mustang, il bombardiere B-45 Tornado, il caccia FJ Fury, l'AJ Savage, il rivoluzionario bombardiere strategico da Mach 3 XB-70 Valkyrie, lo Shrike Commander e il business jet T-39 Sabreliner.
Nello stabilimento di Columbus venne sviluppato e prodotto il North American A-5 Vigilante, un avanzato bombardiere supersonico utilizzato estensivamente durante la Guerra del Vietnam come ricognitore navale, l'OV-10 Bronco, il primo aereo specificatamente disegnato per aumentare la precisione dell'attacco (Forward Air Control) e con compiti di controguerriglia, e l'addestratore della Marina T-2 Buckeye, in servizio dalla fine degli anni cinquanta fino al 2008 su cui sono stati addestrati praticamente tutti gli ufficiali della US Navy e dei US Marine Corps per quattro decenni. Il nome Buckeye (in italiano Ippocastano) fu scelto come omaggio all'albero particolarmente caro agli abitanti dell'Ohio, che è pure la mascotte della Ohio State University.

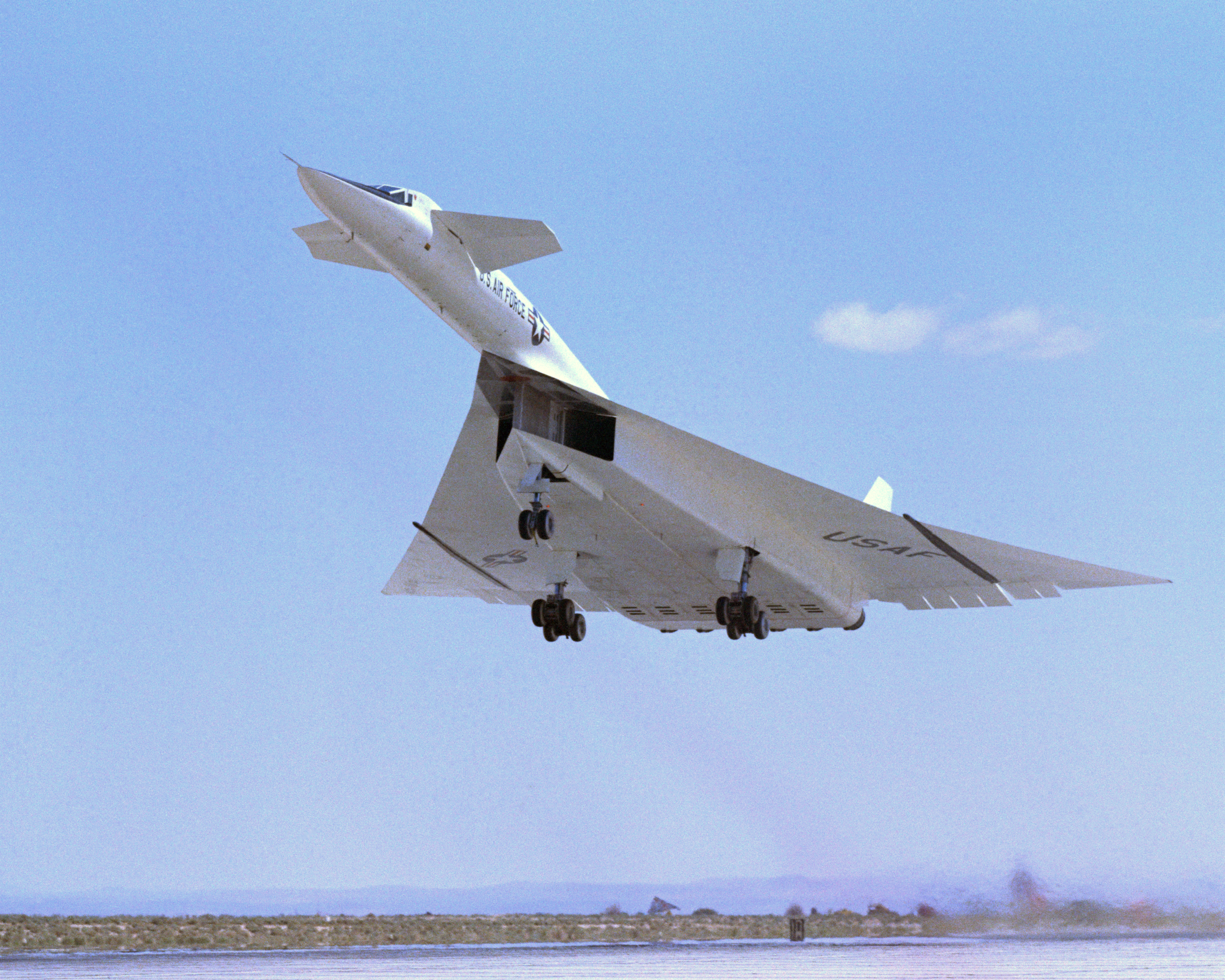
Il North American XB-70 Valkyrie.

L'F-86 Sabre nacque come versione rivista del Fury e si conquistò una buona fama abbattendo dei MiG durante la Guerra di Corea. Furono prodotti più di 9.000 F-86. Anche il suo successore, l'F-100 Super Sabre, fu assai popolare.
Dell'F-86 vennero prodotti 6.656 esemplari negli Stati Uniti e altri 2.500 su licenza all'estero, rendendolo il più prodotto aereo militare occidentale del dopoguerra. Per far posto alla produzione del Sabre, la North American aprì delle linee di montaggio in un'ex fabbrica della Curtiss-Wright a Columbus. Si trasferì anche a Downey, in California, prima negli ex stabilimenti della Consolidated-Vultee Aircraft, e poi, nel 1948, in una nuova fabbrica sempre a Downey. Alla fine del 1952 il fatturato della North American raggiunse la cifra record di 315 milioni di dollari. I dipendenti dello stabilimento di Columbus passarono da 1.600 nel 1950 a 18.000 nel 1952.
Nel 1955, la divisione motori a razzo fu scorporata e diede vita ad una nuova azienda, la Rocketdyne, ma fu comunque la North American che progettò e costruì la cellula dell'aereo sperimentale a razzo X-15 che compì il primo volo nel 1959.

### Programma nucleare
L'Atomics International era una divisione della North American Aviation che nacque come Atomic Energy Research Department nella fabbrica di Downey nel 1948. Nel 1955, il dipartimento venne ribattezzato Atomics International e si occupò principalmente dei primi sviluppi dell'energia nucleare e relative tecnologie per applicazioni commerciali e governative. L'Atomics International fu responsabile della progettazione, costruzione ed esercizio del primo reattore nucleare della California costruito all'interno della fabbrica di Downey, del primo reattore nucleare commerciale connesso alla rete elettrica negli Stati Uniti (il Sodium Reactor Experiment nei laboratori di Santa Susana) e del primo reattore nucleare lanciato nello spazio dagli Stati Uniti (lo SNAP-10A).
Quando l'interesse verso l'energia atomica cominciò a diminuire, l'Atomics International si rivolse a progetti nel campo dell'energia non nucleare come la gassificazione del carbone, riducendo sempre più le attività connesse allo studio dei reattori nucleari. L'Atomics International venne poi fusa con la Rocketdyne nel 1978.

### Programma spaziale e acquisizioni
La cancellazione dei programmi relativi all'F-107 e all'F-108 alla fine degli anni cinquanta, insieme alla cancellazione dello sviluppo del missile intercontinentale Navaho, fu per la North American un colpo dal quale non si rimetterà più. Nel 1960, il nuovo amministratore delegato, Lee Atwood, decise di focalizzare gli impegni nel programma spaziale, ottenendo le maggiori commesse per il modulo di controllo e servizio dell'Apollo e il secondo stadio del Saturn V.
Tuttavia l'incendio dell'Apollo 1 nel gennaio 1967 fu parzialmente imputato alla compagnia, che nel marzo successivo si fuse con la Rockwell-Standard, da allora in poi nota come North American Rockwell.
La compagnia cambiò in seguito la sua denominazione in Rockwell International mentre la parte relativa agli aerei assunse nel 1973 il nome di North American Aircraft Operations.
Le divisioni difesa e spazio della Rockwell International (incluse la North American Aviation Autonetics e la Rocketdyne) furono vendute alla Boeing nel dicembre 1996. La Rocketdyne fu successivamente venduta dalla Boeing alla UTC Pratt & Whitney nel 2005.

## Elenco di aeroplani prodotti
- P-51 Mustang
- F-82 Twin Mustang
- A-36 Apache
- B-25 Mitchell
- F-86 Sabre
- F-100 Super Sabre
- F-107
- YF-93
- T-6 Texan
- T-28 Trojan

- T-2 Buckeye
- XB-21
- O-47
- BT-9
- XB-28
- AJ Savage
- P-64
- T-39 Sabreliner
- L-17 Navion

- B-45 Tornado
- FJ Fury
- X-10
- A-5 Vigilante
- XF-108 Rapier (*)
- OV-10 Bronco
- X-15
- XB-70 Valkyrie
- B-1 Lancer

(*) In realtà rimasto allo stadio di progetto